# Steve McQueen
Steve McQueen   (Beech Grove, 24 de març de 1930 - Ciudad Juárez, 7 de novembre de 1980), nascut Terence Stephen McQueen, va ser un actor, productor, pilot d'automòbil i de moto estatunidenc. Els seus papers d'anti-heroi han fet de Steeve McQueen una icona de la contra-cultura que lluitava contra la guerra del Vietnam en els anys 1950 i 1960. El 1974, era l'estrella de cinema més ben pagada del món.

## Joventut
Fill únic, no va conèixer el seu pare, aviador acrobàtic que desapareix poc després del seu naixement mentre que la seva mare l'abandona en una granja. És en part educat pel seu oncle, a Slater a Missouri. Quan tenia dotze anys coneix la seva mare però no li perdona d'haver-lo abandonat. Se'n va a viure amb ella a Los Angeles. Adolescent incontrolable, McQueen es barreja amb les bandes de Los Angeles. Abandona molt d'hora l'escola i és contractat a la marina mercant i després als Marines el 1947 on és mecànic. El 1952, estudia a l'Actors Studio de Nova York i fa els seus inicis a Broadway el 1955, a l'obra A Hatful of Rain.

## Carrera
El 1956, roda la seva primera pel·lícula, Somebody Up There Likes Me, sota la direcció de Robert Wise. El seu paper és tan poc important que ni surt als crèdits. Solitari i tancat en ell mateix, agressiu de vegades, és considerat amb moltes reserves pels estudis. Tanmateix acaba obtenint el paper que el convertirà en una estrella de Hollywood, el del caçador de recompenses Josh Randall, en la sèrie de televisió Wanted: Dead or Alive caçador de recompenses al Far West, armat d'un Winchester calibre 44/40 model 1892 amb canó retallat. Actuarà en total en 94 episodis en tres temporades, de 1958 a 1961. En poc temps, esdevé una de les figures més conegudes d'Amèrica.
1958 és un gran any per a McQueen, ja que obté aquell any el primer paper principal de la seva carrera amb The Blob. En els anys 1960, l'actor es fa ràpidament un dels actors més cobejats de la seva generació. Roda moltes vegades amb John Sturges, en principi a Never So Few el 1959 que el releva als cinèfils. Forma part del repartiment de Els set magnífics al costat de Yul Brynner, Charles Bronson i James Coburn el 1960. Va haver de simular un accident de cotxe per tal d'alliberar-se del rodatge de la sèrie de TV En nom de la llei per interpretar Els set magnífics.
Tornarà a coincidir amb Sturges el 1963 a La gran evasió en la qual suggereix ell mateix la idea de l'evasió amb moto, una seqüència mítica en què destaca el moment en què el protagonista salta la tanca del camp de presoners amb la moto (l'especialista que va doblar a McQueen en aquell salt fou Bud Ekins). McQueen participa a Hell is for Heros abans d'acceptar rodar Love with the Proper Stranger de Robert Mulligan el 1963 on fa costat a l'heroïna de Rebel sense causa. Conegut jugador, Steeve McQueen és El rei del joc el 1965 a la seva primera col·laboració amb Norman Jewison abans de fer The Sand Pebbles el 1966. El seu paper li val una nominació per a l'Oscar al millor actor el 1967.
El 1968, Steeve McQueen roda dues de les seves pel·lícules més cèlebres. Interpreta un joc de seducció tòrrida amb Faye Dunaway a El cas de Thomas Crown; enllaça amb Bullitt de Peter Yates, pel·lícula mítica en la qual es troben les seqüències de persecucions més increïbles de la història del cinema. McQueen provarà encara, però amb menys èxit, de lligar el seu amor per a la velocitat i les proves automobilístiques amb el cinema en una pel·lícula dedicada a la glòria dels esports mecànics, Le Mans el 1971.
Durant els anys 1970, és l'actor el més ben pagat de tots i continua rodant en pel·lícules importants com La fugida (The Getaway) de Sam Peckinpah el 1972, on coneix Ali Mcgraw, que s'ha fet cèlebre pel seu paper a Love Story, es casa amb ella en segones noces. Però treballa també a Papillon de Franklin J. Schaffner el 1973 o també El colós en flames el 1974 sota la direcció de John Guillermin. Després McQueen no és més que l'ombra d'ell mateix. S'engreixa, porta barba i un rumor parla de suposats problemes de toxicomania. És de fet rosegat per un càncer de pulmó. Roda la seva última pel·lícula Caçador a sou el 1980.
Fou bon amic de Bruce Lee, que li havia ensenyat algunes arts marcials; quan aquest mor el 1973, porta el taüt del mestre del kung-fu amb James Coburn, Robert Lee, Taky Kimura i Dan Inosanto

## Esports de motor
Steve McQueen era un gran aficionat als esports de motor i realitzava ell mateix diverses escenes de risc a les seves pel·lícules. Aquesta passió és l'origen de la pel·lícula Le Mans. El seu cotxe era un Jaguar XKSS, versió de carretera del tipus D. El 1970, a les 12 hores de Sebring pilotà un Porsche 908 en companyia de Peter Revson. Després d'haver anat primers durant un temps, arribaren segons, 23 segons després del Ferrari 512S de Mario Andretti. Steve McQueen participà en aquesta carrera amb una cama enguixada, conseqüència d'un accident de moto dues setmanes abans.
El 1964 va participar amb l'equip dels EUA d'enduro al campionat del món de l'especialitat (els 6 Dies Internacionals) amb una Triumph de 650 cm³ a Erfurt, Alemanya Oriental.
El 1971 va finançar On Any Sunday, un documental sobre l'esport del motociclisme que obtingué una nominació per a l'Oscar al millor documental de 1972 i ha esdevingut tot un clàssic en la matèria. McQueen hi apareix pilotant motocicletes de motocròs en companyia de famosos motociclistes de l'època.

## Vida privada
McQueen feia dues hores d'exercici quotidià, incloent l'halterofília i cinc milles de footing, i això set dies per setmana. McQueen va aprendre també Tang Soo Do, un art marcial, de Pat E. Johnson, cinturó negre novè dan. Tanmateix, també era conegut per l'ús abusiu de droga (William Claxton va declarar que fumava marihuana gairebé cada dia, altres diuen que ensumava cocaïna al començament dels anys 1970). Com molts actors d'aquella època, fumava molt. Bevia de vegades amb excés, i va ser detingut per conduir en estat d'embriaguesa a Anchorage a Alaska el 1972.
Steve McQueen era molt amic de Sharon Tate i del seu marit Roman Polanski. El 9 d'agost de 1969, Charles "Tex" Watson, Patricia Krenwinkel i Susan Atkins, membres de la «família» de Charles Manson penetren a la casa de Sharon Tate, llavors embarassada, i la maten, així com altres quatre persones (Abigail Folger, Jay Sebring, Wojciech Frykowski i Steven Parent). Steve McQueen queda en xoc sobretot perquè el seu nom era a la llista negra de Charles Manson, i compra armes per a protegir Neile i els fills, es torna desconfiat i pren drogues que el fan esdevenir paranoic.
El 1972, comença el rodatge de la pel·lícula La fugida (The Getaway) durant el qual coneixerà l'actriu Ali Macgraw. Però la seva paranoia creix cada vegada més i les seves addiccions ocupen un gran lloc en la seva vida, malgrat el desig de parar. Encara que estimi la seva esposa, té una aventura més aviat seriosa amb la maniquí Barbara Minty. Se separa d'Ali MacGraw amb la qual ha signat un contracte de matrimoni que no preveu pagament de diners en cas de divorci. De seguida, després de la partença de la seva segona muller, instal·la la jove Barbara a casa seva.
És l'avi de l'actor Steven R. McQueen (The Vampire Diaries).

## Malaltia i defunció
Steve McQueen està malalt. Ho sap des d'una visita mèdica el 1978. El seu Càncer de pulmó empitjora amb Metàstasis que es multipliquen. Als Estats Units, els seus metges refusen d'operar-lo tement per al seu cor ja ben fràgil. Contra l'opinió d'aquests darrers, decideix de partir a Mèxic per tal de fer-se operar. Aquesta operació és discutida i apunta a treure-li el mesotelioma que havia desenvolupat probablement a causa de l'amiant present en les combinacions ignífugues que utilitzava en les proves automobilístiques. Després de tres llargues hores d'operació, surt aparentment en bona salut. És feble però l'operació és coronada amb èxit. Tanmateix, mor d'una aturada cardíaca la nit del 7 de novembre de 1980, a Ciudad Juárez a Mèxic, l'endemà de l'operació.

## Herència
Steeve McQueen va col·leccionar durant vint-i-cinc anys tota mena d'objectes, amant de motos de joguina, passant per armes, cartells, fotos, roba. L'11 de novembre de 2006, aquesta col·lecció va ser dispersada per la seva vídua, Barbara McQueen Brunswold. Aquesta venda, organitzada per Bonhams § Butterfield, es componia de 216 lots, entre els quals les ulleres de sol Persol que l'actor portava a El cas de Thomas Crown adjudicat en 70.200 dòlars. Hi havia també la carrabina Winchester de  Bullitt  adjudicat per 2.016 dòlars, la seva col·lecció de motos Indians entre les quals la Powerplus Daytona de 1920 adjudicat per 150.000 dòlars, el guió de  Tom Horn  gravat amb el seu nom, adjudicat per 35.100 dòlars i un ganivet gravat «To Steeve from Dutch», adjudicat per 38.025 dòlars.

## Premis i guardons
Homenatge pòstum
- Sheryl Crow va escriure una cançó titulada Steve McQueen. Al clip, Sheryl es passeja per Hollywood i es pot veure l'estrella de Steve al Passeig de la Fama de Hollywood. En aquest clip també trobem carreres de cotxes
- El Dr. House dona el nom de Steve McQueen a la seva rata a l'episodi Partida de caça.
- Té la seva estrella al Passeig de la Fama al 6834 Hollywood Boulevard.
- El 1999, el seu nom és afegit al Motorcycle Hall of Fame de l'American Motorcyclist Association.[4]

## Filmografia

### Cinema
- 1956: Somebody Up There Likes Me: Fidel
- 1957: The Blob: Steve Andrews
- 1957: Never Love a Stranger: Martin Cabell
- 1958: The Great Saint Louis Bank Robbery: George Fowler
- 1959: Quan bull la sang (Never so few): Caporal Bill Ringa
- 1960: Els set magnífics (The Magnificent Seven) Vin
- 1961: The Honeymoon Machine: Tinent Fergie Howard
- 1962: Hell is For Heroes: Soldat John Reese
- 1962: The War Lover: Capità Buzz Rickson
- 1963: La gran evasió (The Great Escape): Capità Virgil Hilts
- 1963: Love with the Proper Stranger: Rocky Papasano
- 1963: Soldier in The Rain: Eustis Clay
- 1964: Baby, the Rain Must Fall: Henry Thomas
- 1965: El rei del joc: Eric Stoner
- 1965: Nevada Smith: Nevada Smith/Max Sand/Fitch
- 1966: The Sand Pebbles: Jake Holman
- 1968: El cas de Thomas Crown (The Thomas Crown Affair): Thomas Crown
- 1968: Bullitt: Tinent Frank Bullitt
- 1969: The Reivers: Boon Hogganbeck
- 1970: Le Mans: Michael Delaney
- 1971: Junior Bonner: Junior Bonner
- 1971: On Any Sunday (Documental): Ell mateix
- 1972: La fugida (The Getaway): Carter McCoy
- 1973: Papillon: Henri Charrière, àlies Papillon
- 1974: El colós en flames (The Towering Inferno): Cap Michael O'Hallorhan
- 1978: L'enemic del poble (An Enemy of the People): Doctor Thomas Stockmann
- 1979: Tom Horn: Tom Horn
- 1980: Caçador a sou (The Hunter): Buzz Kulik

### Televisió
- 1955: Goodyear Television Playhouse (Sèrie TV)
- 1955: The United States Steel Hour (Sèrie TV): Bushy
- 1957: Studio One (Sèrie TV): Joseph Gordon
- 1957: West Point (sèrie de televisió)
- 1957: The 20th Century-Fox Hour (Sèrie TV): Kinsella
- 1958: Trackdown (Sèrie TV): Josh Randall - Bounty Hunter
- 1958: Tales of Wells Fargo (Sèrie TV): Bill Longley
- 1958: Climax! (Sèrie TV): Anthony Reeves / Henry Reeves
- 1958- 1961: En nom de la llei (Wanted: Dead or Alive) (Sèrie TV): Josh Randall
- 1960: Alfred Hitchcock Presents (Sèrie TV): Gambler / Bill Everett

### Productor
- 1978: An Enemy of the People
- 1980: Tom Horn

## Premis i nominacions
| Any  | Categoria                                   | Pel·lícula                    | Resultat |
| ---- | ------------------------------------------- | ----------------------------- | -------- |
| 1964 | Globus d'Or al millor actor dramàtic        | Love with the Proper Stranger | Nominat  |
| 1967 | Oscar al millor actor                       | The Sand Pebbles              | Nominat  |
| 1967 | Globus d'Or al millor actor dramàtic        | The Sand Pebbles              | Nominat  |
| 1970 | Globus d'Or al millor actor musical o còmic | The Reivers                   | Nominat  |
| 1974 | Globus d'Or al millor actor dramàtic        | Papillon                      | Nominat  |